# Avon Championships of Los Angeles 1981
Avon Championships of Los Angeles 1981 — жіночий тенісний турнір, що проходив на закритих кортах з килимовим покриттям Forum у Лос-Анджелесі (США) в рамках циклу Avon Championships 1981. Турнір відбувся увосьме і тривав з 2 березня до 8 березня 1981 року. Друга сіяна Мартіна Навратілова здобула титул в одиночному розряді, свій другий підряд і третій загалом на цьому турнірі, й отримала за це 30 тис. доларів США.

## Фінальна частина

### Одиночний розряд
Мартіна Навратілова —  Андреа Джегер 6–4, 6–0
- Для Навратілової це був 3-й титул в одиночному розряді за сезон і 48-й — за кар'єру.

### Парний розряд
Сью Баркер /  Енн Кійомура —  Маріта Редондо /  Пінат Луї 6–1, 4–6, 6–1

## Розподіл призових грошей
| Дисципліна       | П       | F       | ПФ     | ЧФ     | 1/8    | 1/16   | Prel. round |
| Одиночний розряд | $30,000 | $15,000 | $7,350 | $3,600 | $1,900 | $1,100 | $700        |